# Jarabina
Jarabina o Oriabyna es un municipio del distrito de Stará Ľubovňa en la región de Prešov, Eslovaquia, con una población estimada a final del año 2024 de 925 habitantes.
Se encuentra ubicado al noroeste de la región, cerca del río Poprad (cuenca hidrográfica del río Vístula) y de la frontera con  Polonia.

## Demografía
| Año        | 1994 | 2004    | 2014    | 2024    |
| ---------- | ---- | ------- | ------- | ------- |
| Población  | 836  | 844     | 895     | 925     |
| Diferencia |      | +0,95 % | +6,04 % | +3,35 % |

| Año        | 2023 | 2024    |
| ---------- | ---- | ------- |
| Población  | 923  | 925     |
| Diferencia |      | +0,21 % |